# ورزشگاه پلازیتو دیلا

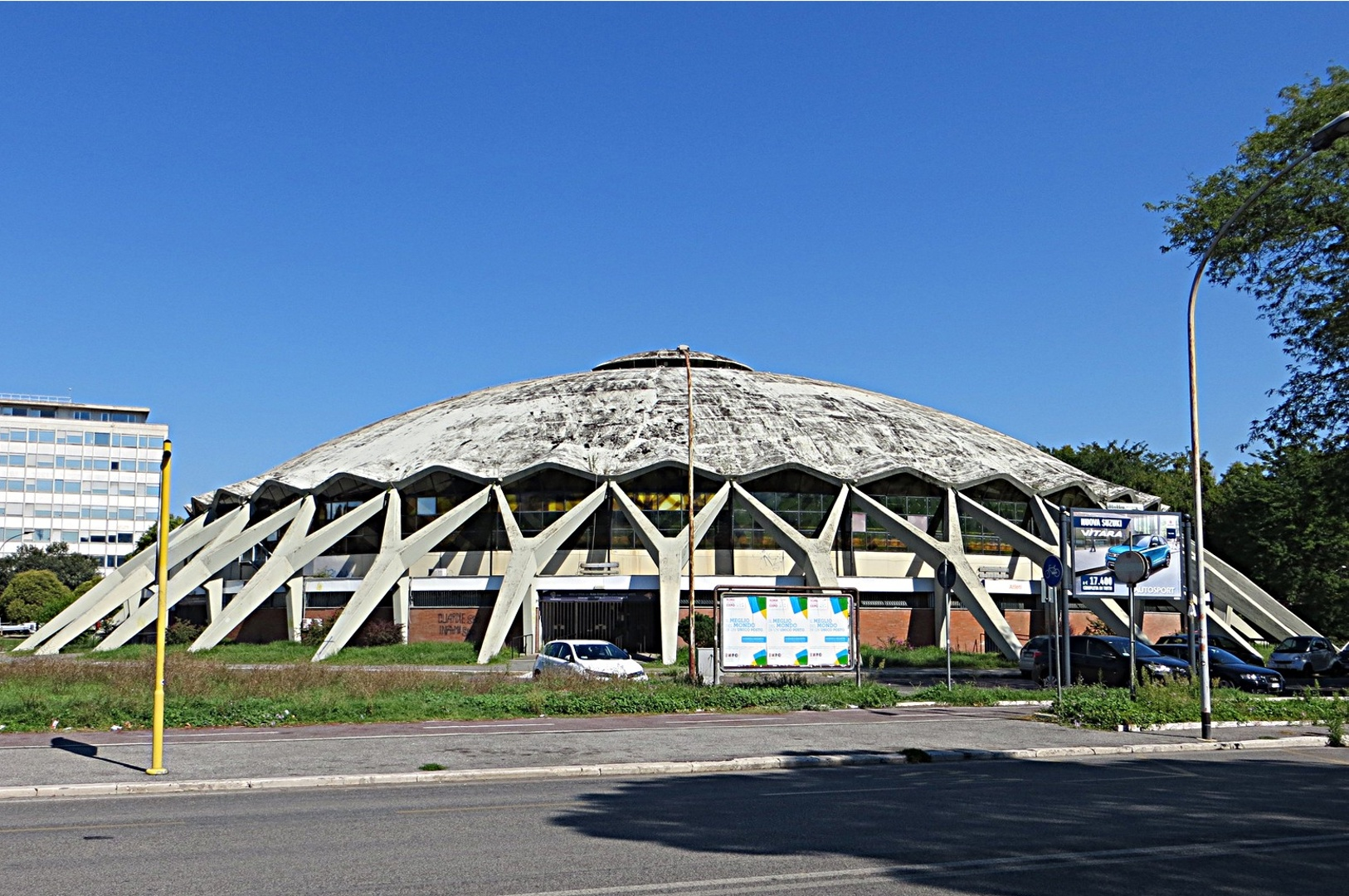
نمایی از ورزشگاه پلازیتو دیلا - سپتامبر ۲۰۱۵

پلازیتو دیلا (به ایتالیایی: Palazzetto dello Sport)، همچنین به عنوان PalaTiziano شناخته می شود، یک ورزشگاه با عرصه درون‌گرا می‌باشد که در میدان آپولودرو رم قرار دارد. این ورزشگاه برای المپیک تابستانی سال ۱۹۶۰ (در سال ۱۹۵۷ افتتاح شد) ساخته شد، ظرفیت آن تا ۳۵۰۰ صندلی و توسط «پیر لوئیجی نروی» طراحی شده و میزبان بازی‌های بسکتبال و والیبال در میان دیگر ورزش‌ها را در طول بازی‌های المپیک بوده‌است.